# Österreichische Fußballmeisterschaft 1929/30
Die Österreichische Fußballmeisterschaft 1929/30 wurde vom  Wiener Fußball-Verband ausgerichtet und von dessen Mitgliedern bestritten. Als Unterbau zur I. Liga diente die eingleisig geführte II. Liga. Diese Ligen waren nur für professionelle Fußballvereine zugänglich. Zudem wurden von weiteren Bundeslandverbänden Landesmeisterschaften in unterschiedlichen Modi auf Amateur-Basis ausgerichtet. Die jeweiligen Amateur-Landesmeister spielten anschließend bei der Amateurmeisterschaft ebenfalls einen Meister aus.

## I. Liga

### Allgemeines
Die Meisterschaft in der I. Liga wurde mit 11 Mannschaften bestritten, die während des gesamten Spieljahres je zweimal aufeinander trafen. Österreichischer Fußballmeister wurde Rapid, die bereits ihren zehnten Meistertitel gewann und sich so für den Mitropapokal 1930 qualifizierte. Teilnahmeberechtigt war weiters der ÖFB-Cupsieger Vienna. Der SC Hakoah Wien und der ASV Hertha Wien stiegen als Tabellenletzte in die II. Liga ab.

### Abschlusstabelle
| Pl. | Verein                   | Sp. | S  | U | N  | Tore    | Diff. | Punkte |
| --- | ------------------------ | --- | -- | - | -- | ------- | ----- | ------ |
| 1.  | SK Rapid Wien (M)        | 20  | 13 | 4 | 3  | 067:290 | +38   | 30     |
| 2.  | SK Admira Wien           | 20  | 12 | 5 | 3  | 056:340 | +22   | 29     |
| 3.  | First Vienna FC 1894 (C) | 20  | 12 | 4 | 4  | 051:310 | +20   | 28     |
| 4.  | Wiener AC                | 20  | 10 | 5 | 5  | 039:290 | +10   | 25     |
| 5.  | FK Austria Wien          | 20  | 9  | 2 | 9  | 056:430 | +13   | 20     |
| 6.  | Floridsdorfer AC         | 20  | 6  | 6 | 8  | 035:450 | −10   | 18     |
| 7.  | SC Nicholson Wien        | 20  | 6  | 6 | 8  | 028:450 | −17   | 18     |
| 8.  | SC Wacker Wien           | 20  | 7  | 3 | 10 | 034:470 | −13   | 17     |
| 9.  | Wiener Sport-Club        | 20  | 6  | 3 | 11 | 033:470 | −14   | 15     |
| 10. | SC Hakoah Wien (A)       | 20  | 4  | 2 | 14 | 031:610 | −30   | 10     |
| 11. | ASV Hertha Wien          | 20  | 3  | 4 | 13 | 033:520 | −19   | 10     |

### Torschützenliste
|    | Tore    | Spieler          | Verein               |
| -- | ------- | ---------------- | -------------------- |
| 1. | 24 Tore | Franz Weselik    | SK Rapid Wien        |
| 2. | 20 Tore | Anton Schall     | SK Admira Wien       |
| 3. | 17 Tore | Rudolf Viertl    | FK Austria Wien      |
| 4. | 15 Tore | Josef Adelbrecht | First Vienna FC 1894 |
|    |         | Gustav Tögel     | FAC/First Vienna FC  |

siehe auch Die besten Torschützen

### Die Meistermannschaft
Josef Bugala (15), Franz Hribar (5) – Leopold Czejka (20), Roman Schramseis (19), Toni Witschel (1) – Josef Madlmayer (15), Josef Smistik (18/4), Karl Rappan (6/2), Johann Reithofer (6), Josef Frühwirth (7), Johann Hoffmann (7), Willi Dyonis (1) – Willibald Kirbes (19/5), Johann Luef (20/10), Matthias Kaburek (17/8), Franz Weselik (20/24), Johann Horvath (6/1), Ferdinand Wesely (C) (18/11), – Trainer: Eduard Bauer –  Sektionsleiter: Dionys Schönecker

## II. Liga

### Allgemeines
In der II. Liga spielten insgesamt 14 Mannschaften um den Aufstieg in die I. Liga, die während des gesamten Spieljahres je zweimal aufeinander trafen. Der Meister SK Slovan Wien konnte durch den Gewinn der Leistungsstufe in die I. Liga aufsteigen. In dieser Saison konnten alle Vereine in der II. Liga verbleiben, da selbige im nächsten Jahr auf 15 Mannschaften aufgestockt wurde.

### Abschlusstabelle
| Pl. | Verein                       | Sp. | S  | U | N  | Tore    | Diff. | Punkte |
| --- | ---------------------------- | --- | -- | - | -- | ------- | ----- | ------ |
| 1.  | SK Slovan Wien               | 26  | 21 | 2 | 3  | 088:250 | +63   | 44     |
| 2.  | Brigittenauer AC             | 26  | 20 | 3 | 3  | 126:390 | +87   | 43     |
| 3.  | 1. Favoritner FC Vorwärts 06 | 26  | 19 | 5 | 2  | 080:370 | +43   | 43     |
| 4.  | SV Donau Wien                | 26  | 16 | 7 | 3  | 083:520 | +31   | 39     |
| 5.  | FC Libertas Wien             | 26  | 14 | 2 | 10 | 075:530 | +22   | 30     |
| 6.  | 1. Simmeringer SC            | 26  | 10 | 6 | 10 | 047:660 | −19   | 26     |
| 7.  | SC Neubau                    | 26  | 10 | 5 | 11 | 057:570 | ±0    | 25     |
| 8.  | SC Moravia Wien              | 26  | 9  | 4 | 13 | 053:650 | −12   | 22     |
| 9.  | SC Weiße Elf Wien            | 26  | 8  | 5 | 13 | 049:600 | −11   | 21     |
| 10. | SC Altmannsdorf              | 26  | 7  | 3 | 16 | 045:890 | −44   | 17     |
| 11. | SC Frem Wien                 | 26  | 6  | 3 | 17 | 059:890 | −30   | 15     |
| 12. | SC Viktoria XXI              | 26  | 4  | 7 | 15 | 025:600 | −35   | 15     |
| 13. | SC Bewegung XX               | 26  | 4  | 7 | 15 | 033:830 | −50   | 15     |
| 14. | Gersthofer SV                | 26  | 2  | 1 | 23 | 030:950 | −65   | 05     |

## VAFÖ-Liga

### Allgemeines
Die Meisterschaft der Freien Vereinigung der Amateur-Fußballvereine Österreichs wurde von 21 Mannschaften in der Ersten Klasse der VAFÖ bestritten, die während des gesamten Spieljahres je zweimal aufeinander trafen. Sieger konnte überlegen Helfort werden, die bereits mehrere Runde zuvor als Meister festgestanden war. Durch die hohe Teilnehmeranzahl konnte der Bewerb nur äußerst schleppend vollzogen werden, sodass für die neuen VAFÖ-Liga der kommenden Saison nur 12 Vereine zugelassen wurden. Diese setzten sich aus den ersten Elf der Ersten Klasse sowie den Sieger der Zweiten Klasse, SC Gaswerk Wien zusammen. Gaswerk hatte sich lange Zeit mit Neutral ein Match um den Aufstieg geliefert und setzte sich erst am letzten Spieltag dank eines 6:1 über Germania X durch.

### Abschlusstabelle
| Pl. | Verein                   | Sp. | Punkte |
| --- | ------------------------ | --- | ------ |
| 01. | SPC Helfort Wien         | 40  | 60     |
| 02. | SC Nord-Wien 1912        | 40  | 56     |
| 03. | Phönix Schwechat         | 40  | 54     |
| 04. | KSV Straßenbahn Wien     | 40  | 52     |
| 05. | FS Elektra Wien          | 40  | 51     |
| 06. | SC Red Star Wien         | 40  | 51     |
| 07. | FC Altmannsdorf-Meidling | 40  | 47     |
| 08. | SC E-Werk Wien           | 40  | 46     |
| 09. | Humanitas Wien           | 40  | 42     |
| 10. | SpC Rudolfshügel         | 40  | 41     |
| 11. | FC Floridsdorf           | 40  | 40     |
| 12. | Brigittenauer AK         | 40  | 36     |
| 13. | FC Hacking               | 40  | 36     |
| 14. | SC Donaufeld             | 40  | 36     |
| 15. | Amateursportverein Wien  | 40  | 36     |
| 16. | Simmeringer SpVg         | 40  | 33     |
| 17. | SC Union Wien            | 40  | 30     |
| 18. | SC Columbia XXI          | 40  | 27     |
| 19. | Rennweger SV 1901        | 40  | 24     |
| 20. | Union Wien               | 40  | 22     |
| 21. | Favoritner AC            | 40  | 20     |

## Amateurmeisterschaft

### Spielergebnisse
Qualifikation
|           | Gesamt |            | Hinspiel | Rückspiel |
| --------- | ------ | ---------- | -------- | --------- |
| Grazer AK | 7:5    | Linzer ASK | 4:1      | 3:4       |

Viertelfinale
|                          | Gesamt |                    | Hinspiel | Rückspiel | 3.Spiel |
| ------------------------ | ------ | ------------------ | -------- | --------- | ------- |
| Wiener Rasensportfreunde | 4:5    | Grazer AK          | 3:3      | 1:1       | 0:1     |
| Kremser SC               | 14:10  | ASV Oberwart       | 7:0      | 7:1       |         |
| Innsbrucker AC           | 7:6    | Salzburger AK 1914 | 6:1      | 1:5       |         |
| FA Turnerbund Lustenau   | 6:4    | Austria Klagenfurt | 1:2      | 1:0       | 4:2     |

Halbfinale
|                | Gesamt |                        | Hinspiel | Rückspiel |
| -------------- | ------ | ---------------------- | -------- | --------- |
| Kremser SC     | 6:4    | Grazer AK              | 3:1      | 3:3       |
| Innsbrucker AC | 3:6    | FA Turnerbund Lustenau | 2:2      | 1:4       |

Finale
|                        | Gesamt |            | Hinspiel | Rückspiel |
| ---------------------- | ------ | ---------- | -------- | --------- |
| FA Turnerbund Lustenau | 5:8    | Kremser SC | 2:7      | 3:1       |

### Finaldaten
Hinspiel
| FA Turnerbund Lustenau – Kremser SC 2:7 | FA Turnerbund Lustenau – Kremser SC 2:7 |
| --------------------------------------- | --- |
| Tore                                    | Lustenau: Josef Fischer (2); Krems: Rudolf Resch (3), Hans Hauenschild (2), Karl Resatko (2)                                                                               |
| FA Turnerbund Lustenau                  | Rudolf Alge; Gebhard Hofer, Josef Kremmel; Ernst Grabher, Eduard Bösch, Alfred Hagen; A. Fischer, Anton Hagen, Franz Strack, Ferdinand Jussel, Josef Fischer               |
| Kremser SC                              | Otto Janczik; Wilhelm Tröstl, Josef Fau; Josef Meller, Gustav Rosenkranz, Anton Krecmar; Josef Pokorny II, Rudolf Resch, Karl Resatko, Hans Hauenschild, Hermann Pokorny I |

Rückspiel
| Kremser SC – FA Turnerbund Lustenau 1:3 | Kremser SC – FA Turnerbund Lustenau 1:3 |
| --------------------------------------- | --- |
| Tore                                    | Krems: Hans Hauenschild, Lustenau: A. Fischer, Franz Strack, Ferdinand Jussel                                                                                        |
| FA Turnerbund Lustenau                  | Rudolf Alge; Gebhard Hofer, Josef Kremmel; Ernst Grabher, Eduard Bösch, Alfred Hagen; A. Fischer, Anton Hagen, Franz Strack, Ferdinand Jussel, Josef Fischer         |
| Kremser SC                              | Otto Janczik; Wilhelm Tröstl, Josef Fau; Josef Meller, Gustav Rosenkranz, Anton Krecmar; Josef Pokorny II, Rudolf Resch, Karl Resatko, Hans Hauenschild, Otto Stoltz |

## Landesligen

### Niederösterreich
Die Landesmeisterschaft von Niederösterreich wurde in zwei Regionalmeisterschaften ausgespielt. Die Sieger der beiden Staffeln trafen im Finale aufeinander.
Finale Niederösterreich 1929–30
|            | Gesamt |              | Hinspiel | Rückspiel |
| ---------- | ------ | ------------ | -------- | --------- |
| Kremser SC | 10:30  | SC Bruck/Mur | 5:3      | 5:0       |

### Oberösterreich
Abschlusstabelle
| Pl. | Verein            | Sp. | S  | U | N  | Tore    | Diff. | Punkte |
| --- | ----------------- | --- | -- | - | -- | ------- | ----- | ------ |
| 1.  | Linzer ASK        | 12  | 10 | 1 | 1  | 076:160 | +60   | 21     |
| 2.  | SV Urfahr Linz    | 12  | 10 | 1 | 1  | 055:200 | +35   | 21     |
| 3.  | Germania Linz     | 12  | 6  | 1 | 5  | 034:330 | +1    | 13     |
| 4.  | SC Hertha Wels    | 12  | 5  | 1 | 6  | 042:330 | +9    | 11     |
| 5.  | Sportfreunde Wels | 12  | 4  | 2 | 6  | 024:430 | −19   | 10     |
| 6.  | SV Gmunden        | 12  | 3  | 1 | 8  | 018:540 | −36   | 07     |
| 7.  | DJK Traun         | 12  | 0  | 1 | 11 | 005:550 | −50   | 01     |

### Salzburg
Abschlusstabelle
| Pl. | Verein                | Sp. | S | U | N | Tore    | Diff. | Punkte |
| --- | --------------------- | --- | - | - | - | ------- | ----- | ------ |
| 1.  | Salzburger AK 1914    | 6   | 6 | 0 | 0 | 017:400 | +13   | 12     |
| 2.  | 1. Salzburger SK 1919 | 6   | 4 | 0 | 2 | 011:120 | −1    | 08     |
| 3.  | FC Rapid Salzburg     | 6   | 2 | 0 | 4 | 010:110 | −1    | 04     |
| 4.  | FC Hertha Salzburg    | 6   | 0 | 0 | 6 | 003:140 | −11   | 0      |

### Steiermark
Abschlusstabelle
| Pl. | Verein                   | Sp. | S | U | N | Tore    | Diff. | Punkte |
| --- | ------------------------ | --- | - | - | - | ------- | ----- | ------ |
| 1.  | Grazer AK                | 10  | 8 | 1 | 1 | 031:900 | +22   | 17     |
| 2.  | Grazer SC                | 10  | 7 | 1 | 2 | 032:120 | +20   | 15     |
| 3.  | SK Sturm Graz            | 10  | 5 | 2 | 3 | 026:160 | +10   | 12     |
| 4.  | SKV Kastner & Öhler Graz | 10  | 2 | 2 | 6 | 014:260 | −12   | 06     |
| 5.  | Kapfenberger SC          | 10  | 1 | 4 | 5 | 013:270 | −14   | 06     |
| 6.  | Hakoah Graz              | 10  | 1 | 2 | 7 | 006:320 | −26   | 04     |

### Tirol
Abschlusstabelle
| Pl. | Verein                 | Sp. | S | U | N | Tore    | Diff. | Punkte |
| --- | ---------------------- | --- | - | - | - | ------- | ----- | ------ |
| 1.  | Innsbrucker AC         | 6   | 5 | 0 | 1 | 028:700 | +21   | 10     |
| 2.  | FC Veldidena Innsbruck | 6   | 5 | 0 | 1 | 013:900 | +4    | 10     |
| 3.  | FC Wacker Innsbruck    | 6   | 1 | 1 | 4 | 006:170 | −11   | 03     |
| 4.  | SV Innsbruck           | 6   | 0 | 1 | 5 | 005:190 | −14   | 01     |

### Vorarlberg
Abschlusstabelle
| Pl. | Verein                 | Sp. | S | U | N | Tore    | Diff. | Punkte |
| --- | ---------------------- | --- | - | - | - | ------- | ----- | ------ |
| 1.  | FA Turnerbund Lustenau | 6   | 5 | 0 | 1 | 018:100 | +8    | 10     |
| 2.  | FC Lustenau 07         | 6   | 4 | 0 | 2 | 032:120 | +20   | 08     |
| 3.  | FC Dornbirn 1913       | 6   | 2 | 0 | 4 | 013:210 | −8    | 04     |
| 4.  | FC Bregenz             | 6   | 1 | 0 | 5 | 004:240 | −20   | 02     |